# Pehr Edman
Pehr Victor Edman, född 14 april 1916 i Stockholm, död 19 mars 1977 i München, var en svensk läkare och biokemist, främst känd för sin egenutvecklade metod för proteinsekvensering kallad Edmannedbrytning och för utveckling av den maskin som utför automatiserad Edmannedbrytning, sekvenatorn.
Edman började 1935 studera vid Karolinska Institutet, blev 1938 medicine kandidat, och 1946 medicine licentiat och medicine doktor. Han blev tidigt intresserad av forskning, och sökte sig till Erik Jorpes laboratorium, och tillägnade sig i samband med det kunskaper i organisk kemi genom självstudier. Under andra världskriget avbröts hans forskning av att han under en längre tid var inkallad för tjänstgöring i medicinsk tjänst i svenska armén. Hans doktorsavhandling handlade om rening och analys av angiotensin från oxblod.
Edman tillbringade ett år som gästforskare vid Rockefeller Institute of Medical Research vid Princeton University och återvände därefter 1947 till en tjänst som docent vid Lunds universitet. I samband med vistelsen i Princeton påbörjade han forskning för att bestämma aminosyrasekvensen i proteiner, och fortsatte denna forskning i Lund. Beteckningen Edmannedbrytning (Edman degradation) på den metod som Edman så småningom utvecklade myntades av den danske biokemisten Kaj Linderstrøm-Lang. 1957 tog Edman en tjänst i Melbourne i Australien, vid St Vincent's School of Medical Research, som var ett forskningsinstitut kopplat till ett sjukhus som tillkom genom en donation av John Holt. 1965 blev han australisk medborgare. Året därpå färdigställde han tillsammans med Begg arbetet med proteinsekvenatorn. 1968 gifte han sig i ett andra äktenskap med Agnes Henschen (född 1935), som var docent i medicinsk kemi vid Karolinska institutet, och som kom till Melbourne som forskare.
1972 flyttade Edman till Tyskland för att bli professor i biokemi vid Max Planck-institutet  i Martinsried strax utanför München. Edman utågs till ledamot (fellow) av Australian Academy of Science 1968 och Fellow of the Royal Society 1974. Han avled 1977 av en hjärntumör.